# 캐런 영

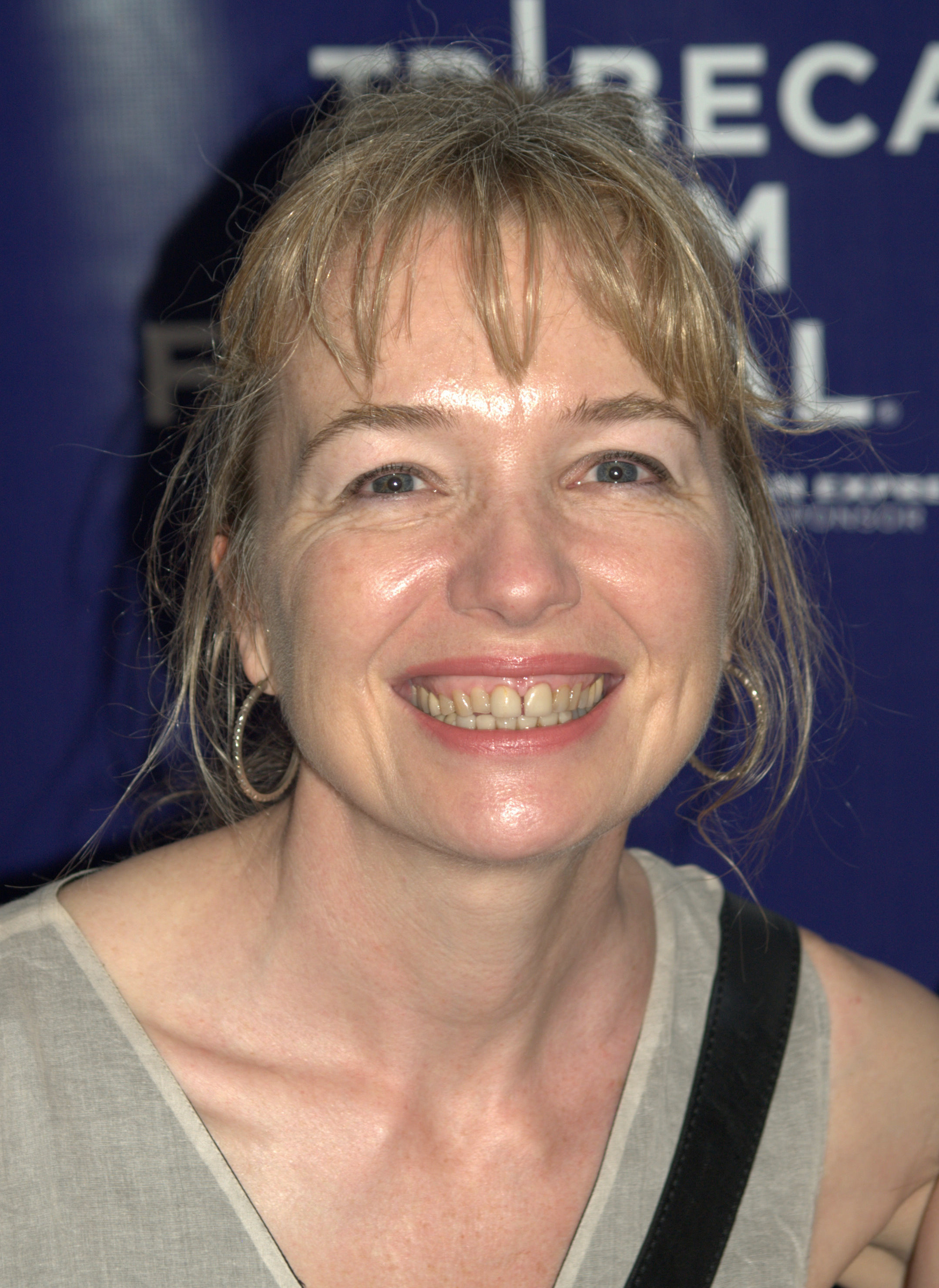

캐런 영(Karen Young, 1958년 9월 29일 ~ )은 미국의 배우이다.

## 영화
- 템마 (2012년)
- 더 맨 위드 더 골든 브레인 (2012년)
- 더 그린 (2011년) - 자넷 역
- 투 게이츠 오브 슬립 (2010년)
- 트웰브 써티 (2010년)
- 컨빅션 (2010년) - 엘리자베스 워터스 역
- 핸섬 해리 (2009년)
- 레스트리스 (2008년)
- 삶의 가장자리 (2005년)
- 남쪽을 향하여 (2005년)
- 머시 (2000년)
- 조이 더 킹 (1999년)
- 이노센스 (1997년)
- 이중 가면 (1996년)
- 데이라잇 (1996년) - 사라 크라이튼 역
- 가면 속의 정사 (1993년)
- 드러그 워 (1992년)
- 호파 (1992년)
- 대강탈 (1991년)
- 법과 질서 (1990년)
- 리틀 스윗하트 (1989년)
- 나이트 게임 (1989년) - 록시 역
- 금지된 습관 (1988년)
- 크리미날 로 (1988년)
- 히트 (1987년)
- 죠스 4 (1987년)
- 나인 하프 위크 (1986년)
- 올모스트 유 (1985년)
- 버디 (1984년) - 한나 루크 역
- 마리아스 러버 (1984년)
- 딥 인 더 하트 (1983년)
- 자연 (1982년)